# Port-de-Piles
Port-de-Piles – miejscowość i gmina we Francji, w regionie Nowa Akwitania, w departamencie Vienne.
Według danych na rok 1990 gminę zamieszkiwało 487 osób, a gęstość zaludnienia wynosiła 92 osoby/km² (wśród 1467 gmin regionu Poitou-Charentes, Port-de-Piles plasuje się na 562. miejscu pod względem liczby ludności, natomiast pod względem powierzchni na miejscu 1059.).